# Julio Michael Stern
Julio Michael Stern (São Paulo, 22 de dezembro de 1958) é Professor Titular do Departamento de Ciência da Computação do Instituto de Matemática e Estatística da Universidade de São Paulo e membro da Academia Brasileira de Filosofia. Stern é reconhecido por suas contribuições em estatística bayesiana, lógica epistêmica e métodos numéricos, com aplicações em pesquisa operacional e proteção de dados.

## Biografia
Julio Stern nasceu em São Paulo em 22 de dezembro de 1958. É filho de Heinz Stern e Eva L. F. Stern.
É casado com Marisa Bassi Stern e possui três filhos: Rafael, Ana Carolina e Deborah Bassi Stern. Rafael Bassi Stern também é professor do IME-USP, atuando como Professor Associado do Departamento de Estatística.

## Formação acadêmica
Julio Stern realizou o Ensino Fundamental no Ginásio Haim Nahman Bialik e o Ensino Médio no Colégio Bandeirantes.
Stern concluiu seu bacharel em Física Matemática pela USP em 1981. Em 1988, concluiu seu mestrado na mesma universidade com a tese Geometrical Aspects of General Relativity: Synchronizability and Conservation Theorems.
Em 1987, entrou no programa de graduação da School of Operations Research and Industrial Engineering da Universidade de Cornell, nos Estados Unidos. Em 1990, pela Universidade de Cornell, recebeu o título de Mestre em Ciências. Em agosto do ano seguinte, da mesma universidade, concluiu seu doutorado, com a tese Sparse null bases for structured optimization problems, apresentada ao Departamento de Filosofia e orientada por Stephen A. Vavasis.

## Carreira

### Universidade de São Paulo
Em 1983, tornou-se Professor Assistente na USP, lecionando no Departamento de Ciência da Computação. Nesse tempo, organizou um programa de verão, oferecendo cursos a estudantes, professores e profissionais, além de oferecer conselhos a Companhia Ambiental do Estado de São Paulo (CETESB), dentre outras instituições, acerca programas matemáticos e otimizações, bem como de processamento e transmissão de dados.
Em 2002, Stern obteve o título de Livre Docência em Ciência da Computação pela USP e, em 2010, recebeu o título de Professor Titular no Departamento de Matemática Aplicada do IME-USP.
Entre os anos de 2017 ao de 2020, foi presidente da Comissão de Pesquisa do IME-USP.
Julio Stern atuou como coordenador do Escritório de Proteção de Dados e Informações da USP na área tecnológica, em que observou os desafios na área do Direito e na da tecnologia sobre a Lei Geral de Proteção de Dados Pessoais (LGPD).

### Sociedades e Conselhos
Stern é pesquisador do Conselho Nacional de Desenvolvimento Científico e Tecnológico (CNPq) desde 2006. De 2010 a 2012, foi presidente do ISBrA, o capítulo brasileiro da Sociedade Internacional de Estatística Bayesiana (ISBA) e, desde 2017, atua como Conselheiro Científico da Associação Brasileira de Jurimetria.
Stern também é pesquisador do CLE-Unicamp. O CLE desenvolve atividades nos campos da lógica, epistemologia e história da ciência, criando um intercâmbio entre pesquisadores e instituições, nacionais e estrangeiras.

### Academia Brasileira de Filosofia
Em 18 de junho de 2019, tornou-se membro da Academia Brasileira de Filosofia, ocupando a Cadeira de número 18, anteriormente ocupada por Evaristo de Moraes Filho. Durante seu discurso, Stern apresentou o conceito de e-valor, que foi desenvolvido com Carlos Alberto de Bragança Pereira.

### Afiliações nos Estados Unidos
Julio foi afiliado ao Operations Research Society of America (ORSA), Society for Industrial and Applied mathematics (SIAM) e The Institute of Management Sciences (TIMS).
No verão de 1990, foi Professor Visitante na Argonne National Laboratory no Departamento de Energia.

## Pesquisas
Stern possui contribuições nas áreas de otimização numérica, matrizes esparsas e estruturadas, pesquisa operacional e estatística bayesiana.

### ProjetoSolver
Julio Stern é coordenador do projeto de pesquisa da FAPESP Solver de Alto Desempenho para Problemas de Otimização Estruturados, desenvolvido no âmbito do Programa de Inovação Tecnológica em Parceria, que pode mitigar a dependência do Brasil no importante segmento da computação. O projeto também tem como parceiro a pequena empresa Unisoma S.A., de Campinas, fundada em 1984.
O projeto visa desenvolver o programa o programa solver, um programa para resolver problemas de modelagem matemática e equações sobre um desempenho produtivo. Stern diz que compatibilizar diversas variáveis é um problema matemático, e sua solução oferece uma maior eficiência e um menor custo para o produtor.

### Estatística bayesiana

#### e-valor
Junto com Carlos Alberto de Bragança Pereira, desenvolveu uma medida de significância estatística para hipóteses precisas, almejando saber o valor epistêmico de uma hipótese H em função dos dados empíricos ou das observações realizadas X, isto é, Stern e Pereira desenvolveram o e-valor (e-value) de H dado X, denotada por ev(H|X).

#### FBST
Os dois também desenvolveram o Teste de Significância Genuinamente Bayesiano (FBST, sigla em inglês para Full Bayesian Significance Test), que compreende uma medida de precisão para hipóteses.

## Publicações selecionadas

### Artigos
Julio Stern apresenta uma recorrente colaboração com Carlos Alberto de Bragança Pereira, Professor Titular do Departamento de Estatística do IME-USP, apresentando, ao longo de sua carreira, cerca de 30 artigos escritos em conjunto.

#### Lógica, Epistemologia e Filosofia da Ciência
- 2011: Symmetry, invariance and ontology in physics and statistics.[23]
- 2017: Logically-Consistent Hypothesis Testing and the Hexagon of Oppositions..[24]
- 2020: Jacob’s Ladder: logics of magic, metaphor and metaphysics.[25]

#### Estatística, Teoria e Métodos
- 1999: Evidence and Credibility: Full Bayesian Significance Test for Precise Hypotheses.[26]
- 2008: Can a significance test be genuinely Bayesian?.[27]
- 2012: Intentional sampling by goal optimization with decoupling by stochastic perturbation .[28]
- 2020: The e-value: A Fully Bayesian Significance Measure for Precise Statistical Hypotheses and its Research Program. Sao Paulo J. of Mathematical Sciences.[29]

#### Sistemas Esparsos e Estruturados, Métodos Numéricos e Pesquisa Operacional
- 1992: Simulated Annealing with a Temperature Dependent Penalty Function.[30]
- 2017: Robust portfolio optimization for electricity planning: an application based on the Brazilian electricity mix.[31]

### Livros
Julio Stern publicou 11 livros. A lista completa está em seu site pessoal. Aqui estão algumas de suas obras:
- 2012: XI Brazilian Meeting on Bayesian Statistics.[32]
- 2015: Interdisciplinary Bayesian Statistics – EBEB 2014.[33]
- 2018: Bayesian Inference and Maximum Entropy Methods in Science and Engineering.[34]